# Euphyia pauletina
Euphyia pauletina là một loài bướm đêm trong họ Geometridae.